# Cima Altemberg
La Cima Altembreg (o más simplemente Altemberg, o bien Altenberg) es una montaña de los Alpes italianos, la más alta de los Alpes Cusianos.

## Topónimo
El nombre del monte está ligado a la influencia de los Walser, una población de origen alemán qué en la Edad Media colonizò el alto Valle de la Strona. La palabra Alten puede significar viejos, padres y Berg equivale a montaña.

## Geografía

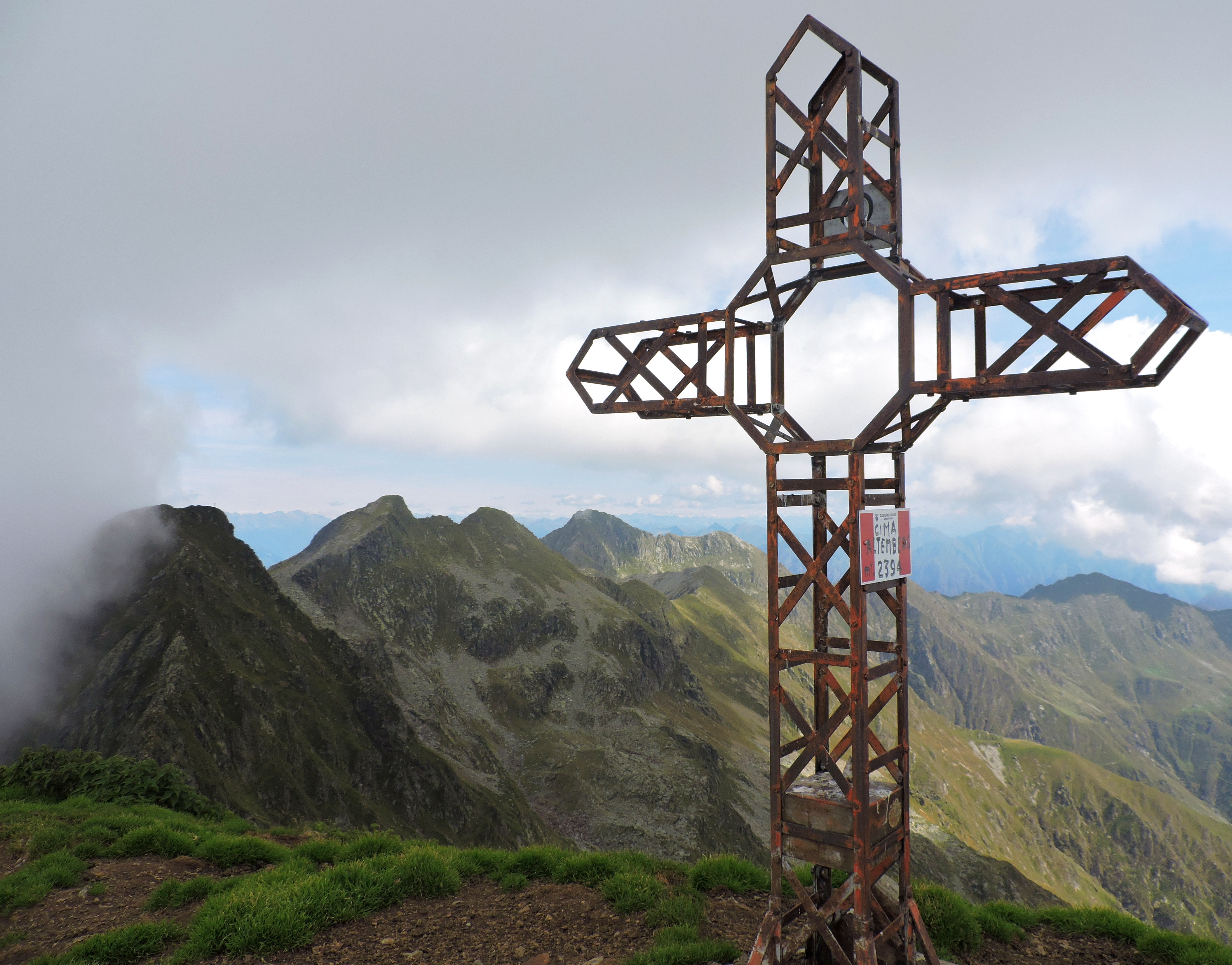
Cruz de la cumbre.

La montaña se encuentra a lo largo de la divisoria de aguas entre Valle Strona y Valsesia, cerca del pueblo de Campello Monti (Valstrona).
Según la clasificación SOIUSA, el Altemberg pertenece:
- Gran parte: Alpes occidentales
- Gran sector: Alpes del noroeste
- Sección: Alpes Peninos
- Subsección: Alpes Bielleses y Cusianos
- Supergrupo: Alpes Cusianos
- Grupo: Costiera Capio-Massa del Turlo
- Subgrupo:
- Código:I/B-9.IV-B.3

## Protección de la naturaleza
El monte forma parte del  Parco naturale dell'Alta Val Sesia e dell'Alta Val Strona.